# Dalmau Ciurana
Jaume Ciurana i Pons, conegut com a Dalmau Ciurana, (Riudellots de la Selva, 14 de juliol de 1574 - Girona, 3 de juny de 1637) va ésser un frare dominic. Per la seva vida religiosa, és considerat venerable.

## Biografia
Dalmau Ciurana va néixer a Riudellots, prop de Girona, l'any 1574, fill de Montserrat Ciurana i Caterina Pons, que el van batejar amb el nom de Jaume. Als trenta anys, el 25 d'agost de 1604, va prendre l'hàbit de germà llec al convent dominic de Sant Domènec de Girona, prenent el nom de Dalmau per la devoció que tenia envers el beat Dalmau Moner. El 1605 va fer-hi la professió, però sempre va ser llec, sense ordenar-se. Aviat destacà per la seva humilitat i caritat i pel temps que dedicava a la pregària i la penitència, i per la devoció envers el Santíssim Sagrament, la Passió de Crist i la Mare de Déu del Roser.
Al convent va ser almoiner, sagristà i infermer. Va començar a parlar-se d'ell com a taumaturg, ja que se li atribuïen miracles i guariments, que sovint feia amb els més necessitats, a més de tenir el do de la profecia. Molt respectat, el seu consell era buscat per tota mena de persones, i va tenir el privilegi, mai no concedit abans, de poder entrar al cor de la catedral de Girona mentre s'hi resava l'ofici diví i demanar almoina als canonges i preveres.
Va morir al convent el 3 de juny de 1637 a la matinada, i el seu funeral va ésser una manifestació de la pietat popular, i es va haver d'endarrerir uns dies perquè tothom que ho desitgés pogués veure el cos del frare.

## Veneració
Va ésser enterrat al cementiri del convent; en 1660, les restes van ser portades a un sepulcre de pedra situat entre el claustre i l'església i en 1848, havent estat el convent abandonat, arran de la desamortització de Mendizábal, van traslladar-se a Riudellots. Finalment, en 1859, s'instal·laren a ca capella de Sant Miquel de l'església parroquial de Sant Esteve del mateix poble.
La cel·la del convent on havia viscut es va transformar en capella, on es retia culte al frare.
La seva vida fou narrada pel pare dominic Narcís Camós al Compendio de la vida y costumbres del venerable fr. Dalmacio Ciurana, de la obediencia, escrit l'any 1659, arran del canvi de sepulcre, i publicat a Girona en 1690.